# Кармет (Каліфорнія)
Кармет (англ. Carmet) — переписна місцевість (CDP) в США, в окрузі Сонома штату Каліфорнія. Населення — 55 осіб (2020).

## Географія
Кармет розташований за координатами 38°22′28″ пн. ш. 123°4′19″ зх. д. / 38.37444° пн. ш. 123.07194° зх. д. (38.374452, -123.071859).  За даними Бюро перепису населення США в 2010 році переписна місцевість мала площу 0,74 км², уся площа — суходіл.

## Демографія
Згідно з переписом 2010 року, у переписній місцевості мешкало 47 осіб у 29 домогосподарствах у складі 12 родин. Густота населення становила 63 особи/км².  Було 68 помешкань (92/км²).
Расовий склад населення:
| - 91,5 % — білих - 2,1 % — азіатів |

До двох чи більше рас належало 6,4 %. Частка іспаномовних становила 0,0 % від усіх жителів.
За віковим діапазоном населення розподілялося таким чином: 4,3 % — особи молодші 18 років, 63,8 % — особи у віці 18—64 років, 31,9 % — особи у віці 65 років та старші. Медіана віку мешканця становила 59,3 року. На 100 осіб жіночої статі у переписній місцевості припадало 95,8 чоловіків;  на 100 жінок у віці від 18 років та старших — 87,5 чоловіків також старших 18 років.
Цивільне працевлаштоване населення становило 0 осіб. 